# NGC 4039
NGC 4039 é uma galáxia espiral barrada (SBm) localizada na direcção da constelação de Corvus. Possui uma declinação de -18° 53' 08" e uma ascensão recta de 12 horas, 01 minutos e 53,8 segundos.
A galáxia NGC 4039 foi descoberta em 7 de Fevereiro de 1785 por William Herschel.

## Interação com NGC 4038
As galáxias NGC 4039 e NGC 4038 são um par de galáxias espirais em colisão, mais conhecido como Galáxias da Antena, ou Galáxia Antenas, por juntas serem parecidas com antenas de insetos. Elas estão situadas a cerca de 65 milhões de anos-luz de distância da Terra. Seus núcleos estão se juntando para formar uma galáxia gigante.